# Linia kolejowa Jesenice – Sežana
Linia kolejowa Jesenice – Sežana – jedna z linii kolejowych, które tworzą sieć kolejową w Słowenii.
Jest to linia cechująca się wielkimi walorami turystycznymi. Pomiędzy miejscowościami Prvačina i Štanjel linia posiada największą stromość (26,7‰), biegnie przez najdłuższy tunel kolejowy, który znajduje się w całości na terytorium Słowenii (Tunel Bohinjski, 6327,3 m), Most Sołkański, który posiada największy co do wielkości kamienny łuk na świecie, most nad Idrijcą koło Mostu na Soči o wysokości 30 m jest najwyższym mostem kolejowym Słowenii. Mimo swojego przebiegu przez Alpy, nie jest najwyższej położoną linią kolejową w Słowenii. Najwyższy punkt linii wynosi 576 m (Blejska Dobrava), jednak najwyżej położonym punktem całej słoweńskiej sieci jest stacja Postojna o wysokości 582 m.
Między Jesenicami i Sežaną istnieje 37 tuneli, 27 wiaduktów, 39 mostów i 5 galerii.